# INaturalist
iNaturalist est un projet de science citoyenne et un réseau social en ligne de naturalistes, de citoyens scientifiques et de biologistes construit sur le concept de cartographie et de partage des observations de la biodiversité à travers le monde. 
iNaturalist est accessible via son site Web ou à partir de ses applications mobiles,. 
Les observations enregistrées avec iNaturalist fournissent des données ouvertes précieuses aux projets de recherche scientifique, aux agences de conservation, à d'autres organisations et au public,,. Le projet a été appelé « un porte-étendard pour les applications mobiles d'histoire naturelle ».
Depuis 2017, une intelligence artificielle aide les utilisateurs à déterminer les espèces observées. 
La version canadienne de l’application, qui compte des centaines de milliers d'utilisateurs dans le monde, a le soutien de la Fédération canadienne de la faune et du programme pour la biodiversité du Musée royal de l'Ontario.